# Dystrykt Thatta
Dystrykt Thatta (urdu: ضِلع ٹهٹہ) – dystrykt w południowym Pakistanie w prowincji Sindh. W 1998 roku liczył 1 113 194 mieszkańców (z czego 52,94% stanowili mężczyźni) i obejmował 220 068 gospodarstw domowych. Siedzibą administracyjną dystryktu jest Thatta.